# Fabra i Puig (métro de Barcelone)
Fabra i Puig est une station de la ligne 1 du métro de Barcelone. Elle est située, passeig de Fabra i Puig dans le district de Sant Andreu, à Barcelone en Catalogne.
Elle est mise en service en 1954, lors de l'ouverture d'un prolongement de la ligne 1.

## Situation sur le réseau

Plan du métro de Barcelone (2019).

Établie en souterrain, la station Fabra i Puig de la ligne 1 du métro de Barcelone, est établie entre la station, La Sagrera, en direction de la station terminus Hospital de Bellvitge, et la station Sant Andreu, en direction de la station terminus Fondo,.

## Histoire
La station Fabra i Puig est mise en service le 14 mai 1954, lors du prolongement de la ligne 1 entre Fabra i Puig et Torras i Bages. Elle doit son nom à l'avenue Ferran Fabra i Puig, nommée en référence à un industriel, maire de Barcelone dans les années 1900.

## Services aux voyageurs

### Accès et accueil
On y accède par le passeig de Fabra i Puig, la rue de Concepció Arenal ou l'avenue Méridienne.

## À proximité
- Passeig de Fabra i Puig